# 鹰潭南站
鹰潭南站位于江西省鹰潭市南站路，建于1986年。距鹰潭站2公里，距厦门站692公里。现为一等站。不办理客运业务；货运办理整车、零担、集装箱货物发到；办理整车货物承运前保管；不办理整车爆炸品及整车一级氧化剂发到。